# Henry Fitzalan-Howard, XV duca di Norfolk
Henry Fitzalan-Howard, XV duca del Norfolk (27 dicembre 1847 – 11 febbraio 1917), è stato un nobile e politico inglese.

## Biografia

### Infanzia ed educazione
Henry era il figlio primogenito di Henry Fitzalan-Howard, XIV duca di Norfolk e di sua moglie Augusta Mary Minna Catherine, figlia minore di Edmund Lyons. Edmund Fitzalan-Howard, I visconte Fitzalan di Derwent, era suo fratello minore.
Il futuro Duca venne educato alla The Oratory School

### Duca di Norfolk e carriera politica
Il giovane Henry succedette al titolo paterno di Duca di Norfolk alla morte di quest'ultimo nel 1860. Egli ottenne anche il titolo ereditario di Conte Maresciallo, detenuto tradizionalmente dai Duchi di Norfolk. Nel 1895 egli venne onorato dell'incarico di Consigliere Privato della Regina Vittoria e nominato Postmaster General del Regno Unito da Lord Salisbury, incarico che mantenne sino alla riorganizzazione del governo nel 1900. Nel luglio del 1897 egli venne nominato primo Lord Mayor of Sheffield, incarico che mantenne sino al novembre di quell'anno. Nel 1900 egli divenne il primo Mayor di Westminster. Nel 1900, all'età di 53 anni, partì alla volta del Sudafrica per la Seconda guerra boera.
Oltre ai suoi incarichi istituzionali, il duca di Norfolk fu anche Lord Luogotenente del Sussex tra il 1905 ed il 1917 ed entrò a far parte dell'Ordine della Giarrettiera nel 1886 e nel 1900 ottenne la cittadinanza onoraria della città di Sheffield.

### Primo matrimonio
Norfolk sposò la sua prima moglie, lady Flora Paulyna Hetty Barbara, figlia di Charles Abney-Hastings, I barone Donington e di sua moglie, Edith Rawdon-Hastings, X contessa di Loudoun, nel 1877. La coppia ebbe un solo figlio.

### Filantropia
Come era pratica presso i Duchi di Norfolk (ma poco comune tra l'aristocrazia britannica), il Duca era un cattolico. Il suo ruolo duale di primus inter pares dei duchi britannici e di prominente cattolico inglese, fece sì che egli avviasse un programma filantropico che servì per reintegrare i cattolici nella vita civile. Egli nacque una generazione dopo il Catholic Relief Act 1829 ma prima della ricostituzione delle diocesi cattoliche nel 1850. Quando divenne maggiorenne nel 1868, il processo di emancipazione dei cattolici era ormai una realtà consolidata, ma dopo duecento anni di legislazioni in favore della chiesa d'Inghilterra i cattolici si trovavano senza strutture proprie.
Il Duca fu il primo a dare questo esempio, promuovendo la costituzione della chiesa della Beata Vergine e di San Filippo Neri presso il Castello di Arundel tra il 1868 ed il 1873. Questa chiesa venne poi scelta nel 1965 quale nuova cattedrale diocesana col titolo di Cattedrale di Arundel e venne ridedicata nel 1971 alla Madonna ed a San Philip Howard, XX conte di Arundel, antenato del Duca di Norfolk santificato dalla chiesa cattolica.
Nel 1877, il Duca sposò la sua prima moglie, lady Flora Hastings. Egli scriverà poi a tal proposito, 'Poco dopo il mio più felice matrimonio, desideravo costruire una chiesa come offerta di ringraziamento a Dio'. Per commemorare questa fausta occasione, dunque, egli costruì una chiesa nella sua sede ancestrale di Norwich, nel Norfolk. Dopo aver iniziato la costruzione nel 1882 con un budget di 200.000 sterline, la costruzione venne completata solo nel 1910 e cioè 23 anni dopo la morte di lady Flora avvenuta nel 1887. Questa chiesa sarà successivamente prescelta per divenire la cattedrale di Norwich, dedicata a San Giovanni Battista, quando venne ristabilita la Diocesi di East Anglia nel 1976.
Dal 1898 in poi curò l'edizione con Charles Tindal Gatty, del libro di inni dal titolo Arundel Hymns, al quale lo stesso papa Leone XIII contribuì con una prefazione in forma di lettera personale.
Il XV Duca donò inoltre i fondi per la costruzione dell'Università di Sheffield di cui fu il primo Cancelliere dal 1905 al 1917. Col barone Anatole von Hügel, egli fu anche cofondatore della St Edmund's House di Cambridge. Egli contribuì a supportare l'attività di Damiano de Veuster per combattere la lebbra e fu tra i promotori della costruzione delle principali chiese cattoliche ottocentesche nel Canada.

### Secondo matrimonio
Dopo la morte di lady Flora nell'aprile del 1887 all'età di soli 33 anni, il duca si risposò con una sua prima cugina, Gwendolen Constable-Maxwell, figlia primogenita di Marmaduke Constable-Maxwell, XI lord Herries di Terregles e di sua moglie, Angela Mary Charlotte, figlia di Edward Fitzalan-Howard, I barone Howard di Glossop, nel 1907. La moglie aveva 30 anni in meno del marito e la coppia ebbe quattro figli.

### Morte
Il Duca di Norfolk morì nel febbraio del 1917 all'età di 69 anni e venne succeduto al titolo ducale dal suo unico figlio maschio sopravvissutogli, Bernard. La sua seconda moglie, morirà nell'agosto del 1945 all'età di 68 anni lasciando in eredità al figlio anche la sua parìa scozzese.

## Discendenza
Lord Henry Howard e la sua prima moglie lady Flora Paulyna Hetty Barbara ebbero un figlio:
- Philip Joseph Mary Fitzalan-Howard, conte di Surrey, conte di Arundel (7 settembre 1879 – 8 luglio 1902), morì senza essersi sposato.

Dalle sue seconde nozze con Gwendolen Constable-Maxwell nacquero quattro figli:
- (Mary) Rachel Fitzalan-Howard (1905–1992), sposò in prime nozze nel 1939 Colin Keppel Davidson, e in seconde nozze nel 1961 si risposò con Anthony Hilton Pepys
- Bernard Fitzalan-Howard, XVI duca di Norfolk (1908–1975), sposò nel 1937 Lavinia Mary Strutt
- Katherine Mary Fitzalan-Howard, (1912–2000), sposò nel 1940 (Joseph) Anthony Moore Phillips
- Winefride Alice Fitzalan-Howard, (1914–2006), sposò nel 1943 John Edward Broke Freeman

## Ascendenza
|                                            |            |                                                  | Genitori                                        |  |  | Nonni |  |  | Bisnonni                            |  |  | Trisnonni    |  |
|                                            |            |                                                  |                                                 |  |  |       |  |  | Bernard Howard, XII duca di Norfolk |  |  | Henry Howard |  |
|                                            |            |                                                  |                                                 |  |  |       |  |  | Bernard Howard, XII duca di Norfolk |  |  | Henry Howard |  |
|                                            |            | Juliana Molyneux                                 |                                                 |  |  |       |  |  | Bernard Howard, XII duca di Norfolk |  |  |              |  |
| Henry Howard, XIII duca di Norfolk         |            |                                                  |                                                 |  |  |       |  |  | Bernard Howard, XII duca di Norfolk |  |  |              |  |
|                                            |            | Elizabeth Belasyse                               | Henry Belasyse, II conte di Fauconberg          |  |  |       |  |  |                                     |  |  |              |  |
|                                            |            | Elizabeth Belasyse                               | Henry Belasyse, II conte di Fauconberg          |  |  |       |  |  |                                     |  |  |              |  |
|                                            |            | Elizabeth Belasyse                               | Charlotte Lamb                                  |  |  |       |  |  |                                     |  |  |              |  |
| Henry Fitzalan-Howard, XIV duca di Norfolk |            | Elizabeth Belasyse                               |                                                 |  |  |       |  |  |                                     |  |  |              |  |
|                                            |            | George Leveson-Gower, I duca di Sutherland       | Granville Leveson-Gower, I marchese di Stafford |  |  |       |  |  |                                     |  |  |              |  |
|                                            |            | George Leveson-Gower, I duca di Sutherland       | Granville Leveson-Gower, I marchese di Stafford |  |  |       |  |  |                                     |  |  |              |  |
|                                            |            | George Leveson-Gower, I duca di Sutherland       | Louisa Scroop                                   |  |  |       |  |  |                                     |  |  |              |  |
| Charlotte Sophia Leveson-Gower             |            | George Leveson-Gower, I duca di Sutherland       |                                                 |  |  |       |  |  |                                     |  |  |              |  |
|                                            |            | Elizabeth Sutherland, XIX contessa di Sutherland | William Gordon, XVIII conte di Sutherland       |  |  |       |  |  |                                     |  |  |              |  |
|                                            |            | Elizabeth Sutherland, XIX contessa di Sutherland | William Gordon, XVIII conte di Sutherland       |  |  |       |  |  |                                     |  |  |              |  |
|                                            |            | Elizabeth Sutherland, XIX contessa di Sutherland | Mary Maxwell                                    |  |  |       |  |  |                                     |  |  |              |  |
| Henry Fitzalan-Howard, XV duca di Norfolk  |            | Elizabeth Sutherland, XIX contessa di Sutherland |                                                 |  |  |       |  |  |                                     |  |  |              |  |
|                                            | John Lyons | John Lyons                                       |                                                 |  |  |       |  |  |                                     |  |  |              |  |
|                                            | John Lyons | John Lyons                                       |                                                 |  |  |       |  |  |                                     |  |  |              |  |
|                                            | John Lyons | Jane Harman                                      |                                                 |  |  |       |  |  |                                     |  |  |              |  |
| Edmund Lyons, I barone Lyons               | John Lyons |                                                  |                                                 |  |  |       |  |  |                                     |  |  |              |  |
|                                            |            | Catharine Walrond                                | Maine Swete Walrond                             |  |  |       |  |  |                                     |  |  |              |  |
|                                            |            | Catharine Walrond                                | Maine Swete Walrond                             |  |  |       |  |  |                                     |  |  |              |  |
|                                            |            | Catharine Walrond                                | Sarah Lyons                                     |  |  |       |  |  |                                     |  |  |              |  |
| Augusta Lyons                              |            | Catharine Walrond                                |                                                 |  |  |       |  |  |                                     |  |  |              |  |
|                                            |            | Josias Rogers                                    | …                                               |  |  |       |  |  |                                     |  |  |              |  |
|                                            |            | Josias Rogers                                    | …                                               |  |  |       |  |  |                                     |  |  |              |  |
|                                            |            | Josias Rogers                                    | …                                               |  |  |       |  |  |                                     |  |  |              |  |
| Augusta Louisa Rogers                      |            | Josias Rogers                                    |                                                 |  |  |       |  |  |                                     |  |  |              |  |
|                                            |            | Mary                                             | …                                               |  |  |       |  |  |                                     |  |  |              |  |
|                                            |            | Mary                                             | …                                               |  |  |       |  |  |                                     |  |  |              |  |
|                                            |            | Mary                                             | …                                               |  |  |       |  |  |                                     |  |  |              |  |
|                                            |            | Mary                                             |                                                 |  |  |       |  |  |                                     |  |  |              |  |